# Van Baerlestraat

Het allereerste stuk Van Baerlestraat met op de achtergrond het Vondelpark ca. 1900

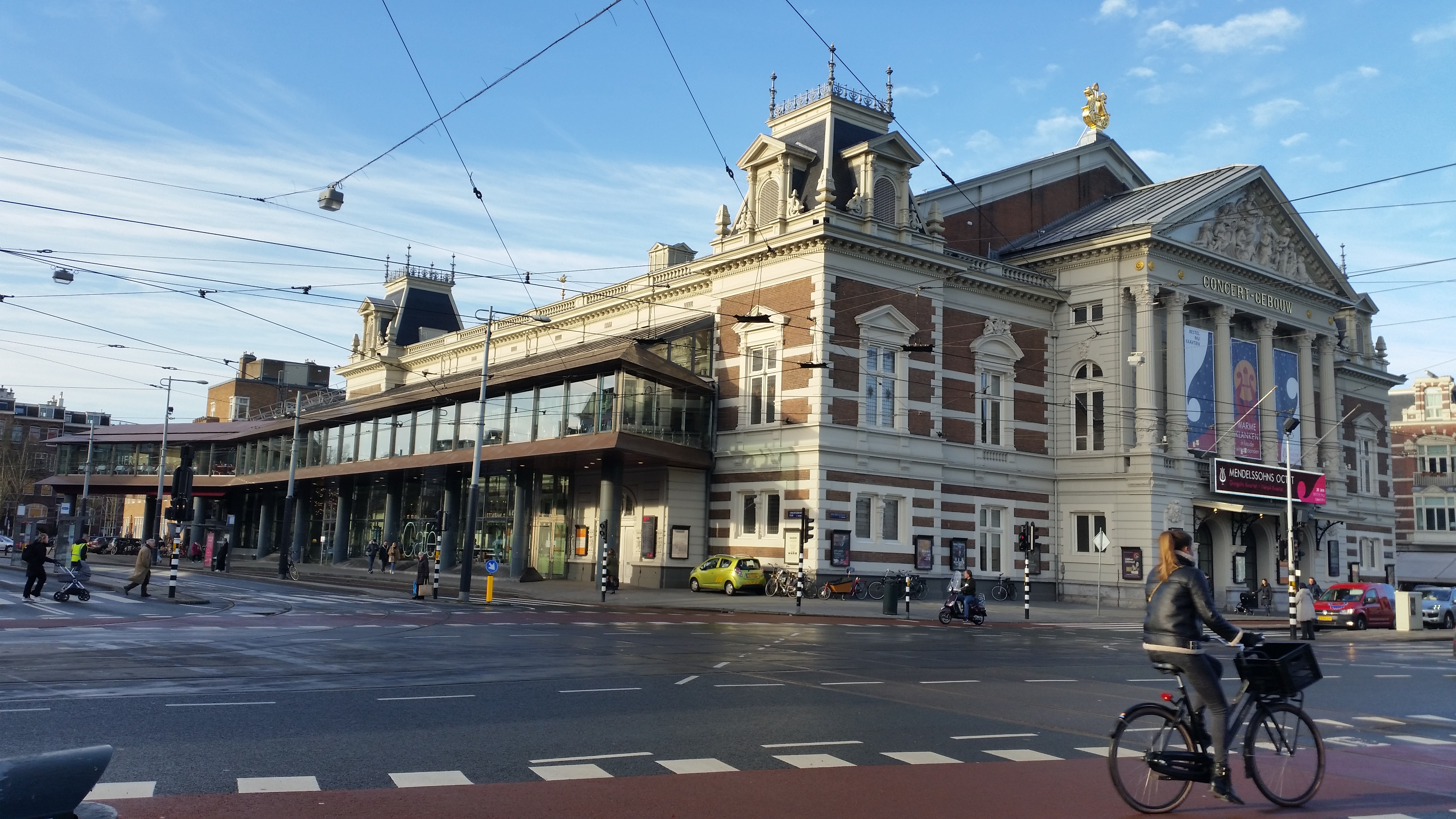
Concertgebouw op de hoek Van Baerlestraat, Concertgebouwplein (januari 2019)

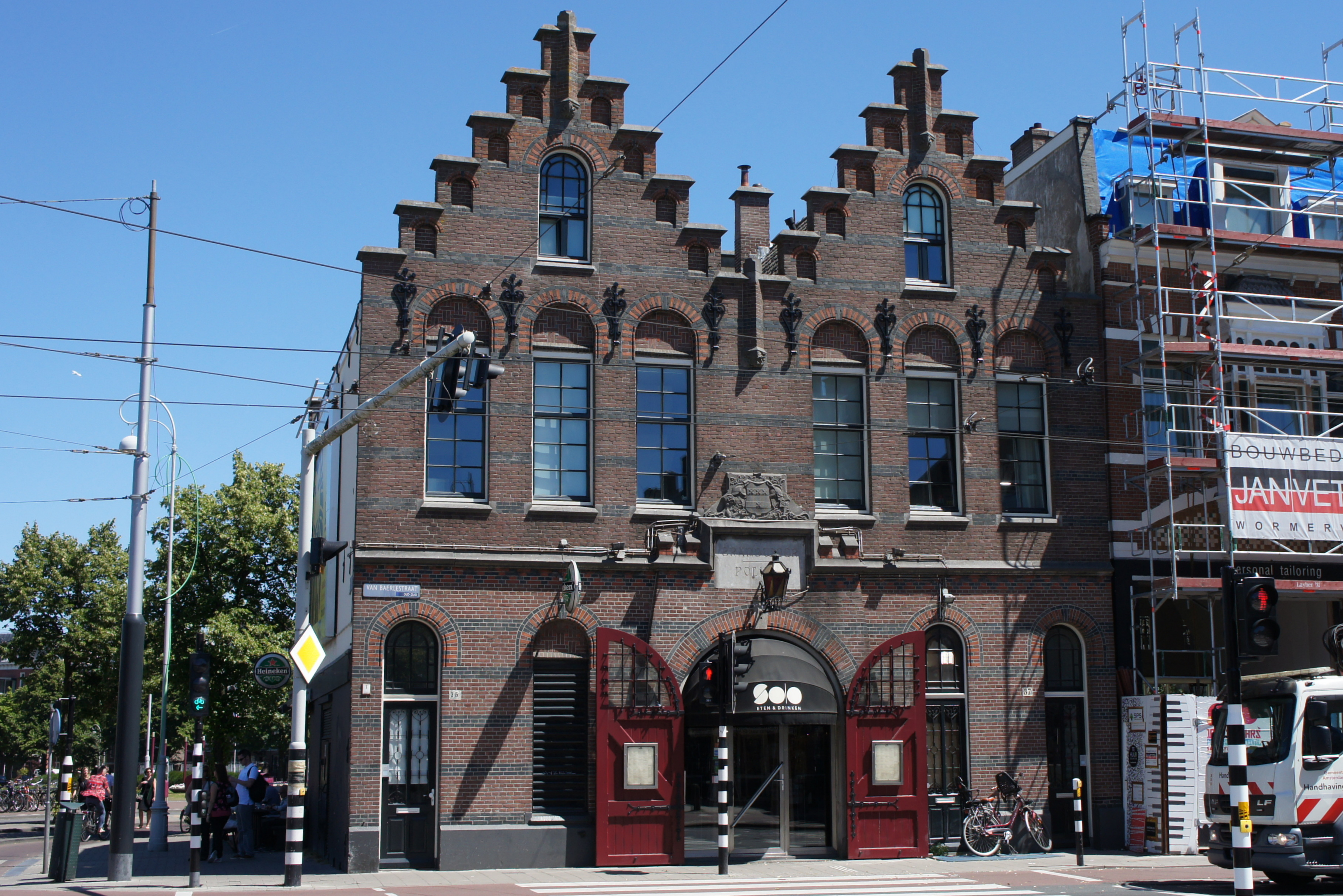
Voormalige brandweerkazerne en politiepost Nieuwer-Amstel (juni 2018)

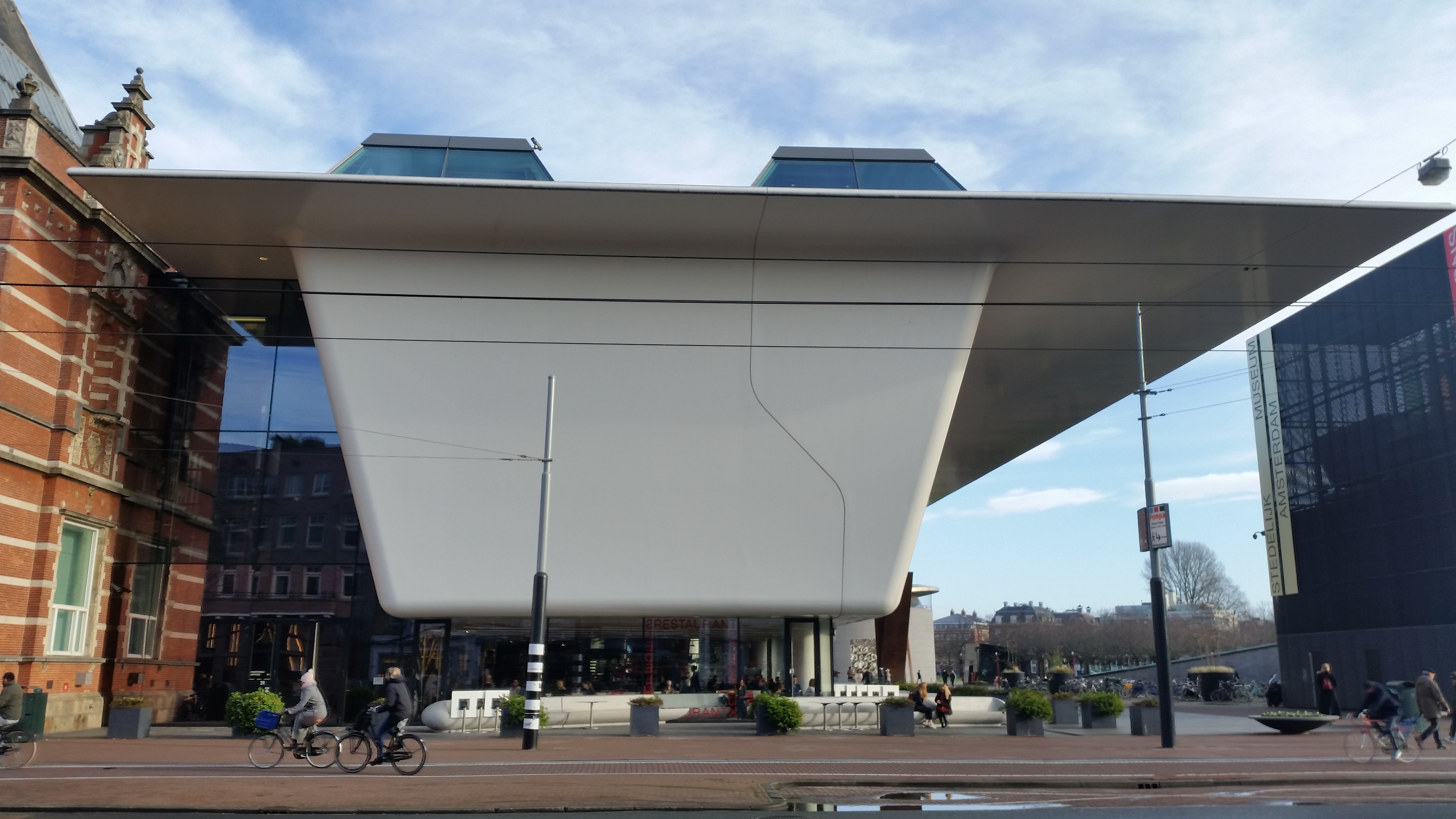
De Badkuip, Stedelijk Museum Amsterdam (januari 2019)

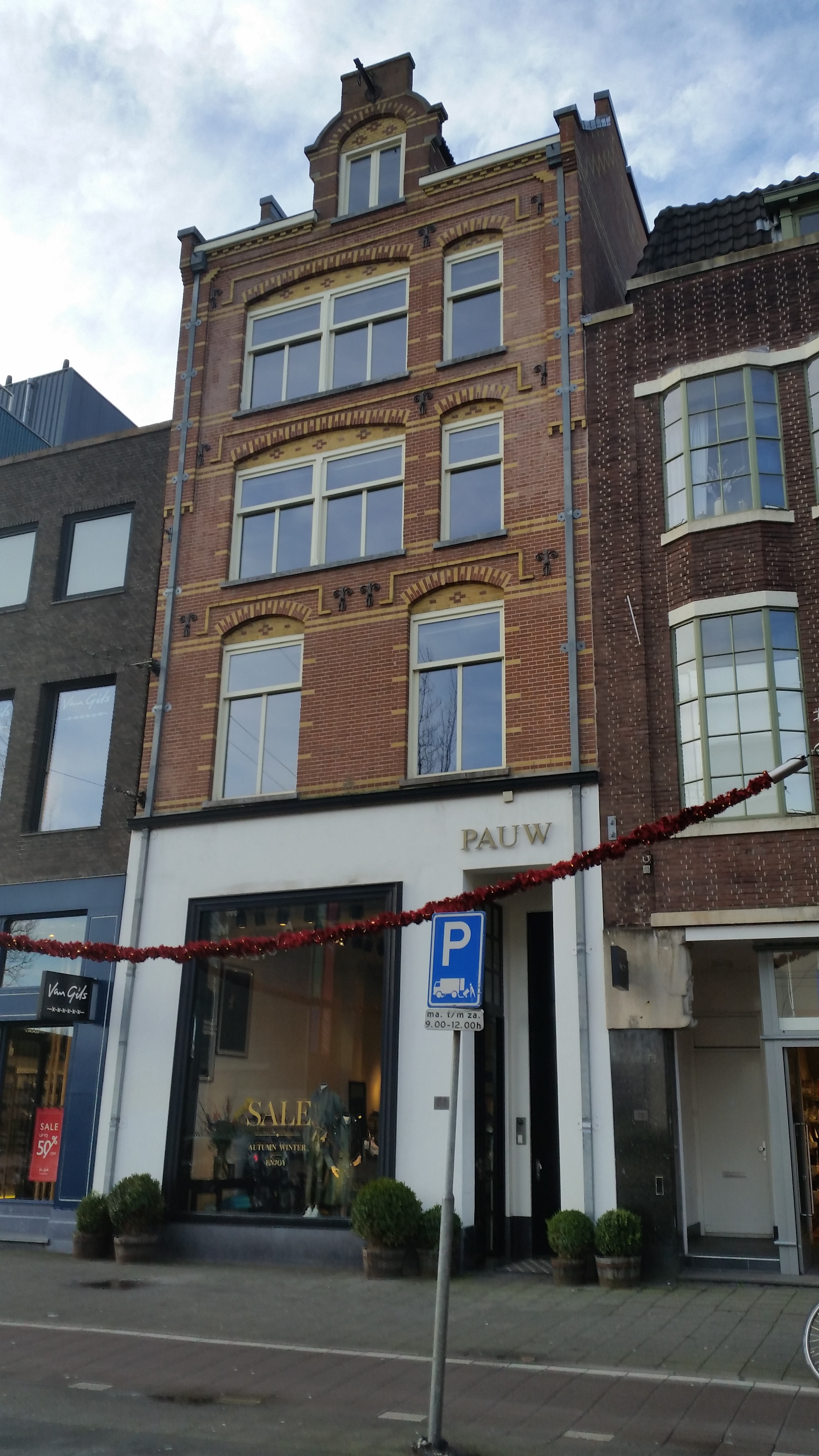
Van Baerlestraat 72, basisontwerp van Berlage (januari 2019)

De Van Baerlestraat is een straat in Amsterdam-Zuid. De Van Baerlestraat kreeg haar naam per raadsbesluit 29 september 1875; ze werd vernoemd naar de predikant, redenaar, schrijver en hoogleraar Caspar van Baerle, beter bekend onder zijn Latijnse naam Barlaeus.

## Ligging en geschiedenis
Die vernoeming gold alleen voor dat gedeelte dat ligt tussen de Vossiusstraat en de P.C. Hooftstraat. Ten noorden van de Vossiusstraat ligt het Vondelpark, maar de brug daaroverheen volgde pas in 1947. Architect Herman Hendrik Baanders maakte voor de toegang Vondelpark diverse ontwerpen. Ten zuiden van de P.C. Hooftstraat was nog geen bebouwing te vinden. Toen daar wel bebouwing gepland werd, werd aan het stuk tot waar sinds 1885-1888 het Koninklijk Concertgebouw staat de naam Houbrakenstraat (naar kunstschilder Arnold Houbraken) gegeven. Op 21 mei 1890 besloot de gemeente dat deel van de straat ook de naam Van Baerlestraat te geven. Het aansluitende stuk richting de Boerenwetering kreeg in 1893 de naam Roelof Hartstraat, maar het gedeelte tussen het Concertgebouw en het Roelof Hartplein kreeg op 6 juni 1917 ook de naam Van Baerlestraat; verder richting Boerenwetering behield het wel haar naam.
De straat kruist in de oost-west lopende Paulus Potterstraat/Willemsparkweg en Gabriël Metsustraat, Concertgebouwplein en De Lairessestraat twee belangrijke verkeerswegen, al heeft die laatste aan drukte ingeboet door het deels afsluiten van de Gabriël Metsustraat. Ook het van verkeer vrijmaken van het Museumplein (ooit Nederlands kortste snelweg genoemd) zorgde voor meer rust.

## Functie
Het van oorsprong kleine straatje zou door de bouw van de Vondelbrug en een verbinding tussen Amsterdam Zuid en West met de Eerste Constantijn Huygensstraat een van de belangrijkste verkeersaders van dit deel van de stad worden, mede omdat er voor gemotoriseerd verkeer geen andere doorsteek door dat park is gebouwd. Men kan alleen uitwijken naar de Stadhouderskade of Amstelveenseweg. De straat werd door de bouw van de brug onderdeel van een niet geheel afgebouwde drukke verkeersader net buiten het centrum van de stad die, bij steeds van naam veranderend, over een afstand van bijna 5 km het verkeer in twee richtingen laat doorstromen van de Amstel aan de oostkant tot aan het Frederik Hendrikplantsoen aan de westzijde van de stad. Slechts een deel van die weg kreeg uiteindelijk de naam Ceintuurbaan.

## Gebouwen
Vanaf de Vondelbrug richting het Roelof Hartplein staan meest luxe woon/winkelpanden. De straat heeft een aanmerkelijke lengte, toch zijn er slechts vijf gemeentelijke dan wel rijksmonumenten aan de straat gelegen, twee daarvan hebben hun toegang echter aan een andere straat.

### Monumenten
De monumenten zijn:
- Van Baerlestraat 27, het voormalige hoofdkantoor van de Rijkspostspaarbank, later Conservatorium van Amsterdam en weer later Hotel Conservatorium, een rijksmonument, ontworpen door architect Daniël Knuttel[1]
- op de kruising met de Paulus Potterstraat staat het Stedelijk Museum Amsterdam ontworpen door architect Adriaan Willem Weissman, eveneens een rijksmonument; het had eerst haar ingang aan die Paulus Potterstraat, in de 21e eeuw, na een zeer uitgebreide renovatie en uitbreiding (bijnaam 'de Badkuip') van de hand van Benthem Crouwel Architekten, werd die naar het Museumplein verplaatst
- op de hoek met het Concertgebouwplein staat rijksmonument het Concertgebouw naar een ontwerp van Dolf van Gendt; het had tot 1988 zijn hoofdingang aan de Van Baerlestraat; er werd toen een nieuwe entree aangebouwd naar ontwerp van Pi de Bruijn en de ingang verplaatst naar het Concertgebouwplein
- op de hoek met het Museumplein/Gabriël Metsustraat staat op huisnummers 35-37 een gemeentelijk monument in de vorm van een voormalige brandweerkazerne; het gebouw stamt uit rond 1890 en is gebouwd in de tijd dat dit gebied nog toebehoorde aan de gemeente Nieuwer-Amstel; zij leverde dan ook het ontwerp; in dit geval in een neorenaissancestijl; de brandweer trok na de annexatie van 1896 naar de grotere kazerne aan de Hobbemakade, waarna er enige tijd een politiepost werd gevestigd; weer later werd het omgebouwd tot woon/winkeleenheden
- het huizenblok Van Baerlestraat 136-146 (en zijgevel aan de Nicolaas Maestraat), Frans van Mierisstraat 50a is eveneens een gemeentelijk monument, architect Ernst Roest, de stijl is traditioneel bouwen met enigszins chaletachtige afwerking.

### Andere bouwwerken
Andere noemenswaardige bouwwerken zijn:
- De straat begint bij de Vondelbrug, een monumentale brug naar een ontwerp van bruggenarchitect Piet Kramer met beeldhouwwerk van Hildo Krop en Kramer zelf
- de huisnummers 21-25, hoek Jan Luijkenstraat 104-108; een gebouw dat rond 1900 uit de koker kwam van Abraham Salm voor de Coöperatieve Winkels/Verbruiksvereeniging Eigen Hulp met allerlei gevelornamenten; het gebouw werd in 1935 grondig aangepast, waarbij de gehele oorspronkelijke gevel verloren ging en aangepast werd naar een moderner ontwerp van Han Groenewegen.[2][3]
- Van Baerlestraat 28-30 hoek van Eeghenstraat, origineel deel uitmakend van 5 gebouwen met symmetrische opzet; de huisnummer 28 en 30 werden in 1928 gesloopt en opnieuw opgebouwd volgens tekeningen van de architecten gebroeders Adolf Daniël Nicolaas van Gendt en Johan Godart van Gendt (1866), van winkel naar filiaal van de Twentse Bank[4]
- Van Baerlestraat 46-50, Willemsparkweg 2-6, een huizenblok naar ontwerp van architect Eduard Cuypers uit circa 1891; neorenaissancestijl
- Van Baerlestraat 52-54, Willemsparkweg 1-9, huizenblok naar een ontwerp van architect Evert Breman, maar gebouwd naar een ontwerp van Jan Blokland[5]
- Van Baerlestraat 72, woonhuis, naar ontwerp van Hendrik Petrus Berlage, later omgebouwd tot woon/winkelhuis, uit 1892 in de rationalistische bouwstijl[6]
- Van Baerlestraat 97-103, hoek Roelof Hartplein 1-9 en Ruysdaelstraat 51-57, huizenblok naar ontwerp van architect Gerrit Jan Rutgers, gebouwd rond 1921 in de Amsterdamse Schoolstijl met het stijlkenmerk ronde balkons
- Van Baerlestraat 164-172, Ruysdaelstraat 59-63, Bronckhorststraat 6-12, architect Gerrit Jan Rutgers, gebouwd rond 1923 in de Amsterdamse Schoolstijl met het stijlkenmerk ronde balkons.

### Ezelsoor
Op het terrein direct ten zuiden van het Stedelijk Museum Amsterdam kwamen gebouwen, die al relatief snel weer afgebroken werden. Eerst kwam er de toegang tot de IJsbaan Museumplein. Deze moest in de jaren vijftig plaatsmaken voor de Willem Sandbergvleugel van het Stedelijk Museum. Een open gebouw met veel glas ontworpen door Frits Eschauzier en de Dienst der Publieke Werken. Onder de vernieuwingsdrang van Rudi Fuchs sneuvelde dat gebouw echter in de totale herinrichting van het Museumplein. Landschapsarchitect Sven Ingvar Andersson tekende hier een bovengrondse ingang voor een ondergrondse parkeergarage en supermarkt (AH). Het is een opgetild maaiveld met daarop een grasvlakte. Dit idee leverde problemen op bij de genoemde aanpassing van het Stedelijk Museum. Andersson hield echter vast aan zijn idee. Hij zette daarmee de Portugese architect Alvaro Siza, ingeschakeld voor de nieuwe vleugel van het museum voor het blok. Siza gaf de opdracht terug; de museumbezoekers zouden in zijn ogen een geblokkeerd uitzicht krijgen; ze kijken vanuit het museum in de zijkant van het oor. Daarna wist Benthem Crouwel Architekten de opdracht voor nieuwbouw binnen te slepen.

## Kunstwerken
De Vondelbrug heeft beeldhouwwerk van zowel Hildo Krop als Piet Kramer, de brug is ook een werk van architect Kramer. Onder de nissen van het Stedelijk Museum zijn beelden te zien van Johannes Franse, net als in de gevel aan de Van Baerlestraat 98 van het Concertgebouw. De toegang van huisnummer 62 draagt drie granieten dierenkoppen van beeldhouwer Lambertus Zijl uit 1928. De etalageruimte van huisnummer 70 is ingekaderd door twee maskerkoppen van Hendrik Chabot uit 1927.
In de gevels van de panden nrs. 35 en 37 is een gevelsteen van brandweer- en politieattributen met het wapen van Nieuwer-Amstel te zien, alsmede een steen met daarop de tekst Brandweer, Politie. Uit de moderne tijd (jaren 70 van de 20e eeuw) zijn de betegelde ondergevels van bakkerij Simon Meijssen op zowel nummer 23 als 162.
In november 2019 werd door Kamp Seedorf een uit papier gesneden portret van Piet Keizer geplaatst op de zijgevel van huisnummer 96. In 2022 was alleen het hoofd nog in situ.

## Openbaar vervoer
In 1893 ging de eerste tram door de straat rijden. Dit was de paardentramlijn Dam – Willemsparkweg, die vanaf 1881 zijn eindpunt had in de P.C. Hooftstraat, bij de Van Baerlestraat.
In 1903 werd deze lijn geëlektrificeerd en op normaalspoor gebracht en werd lijn 2. In 1904 kwam ook lijn 3 erbij, toen deze vanaf de Eerste Constantijn Huygensstraat via het Leidschebosje en de P.C. Hooftstraat en Van Baerlestraat werd verlengd in de richting Ceintuurbaan en verder.
In 1958 werden er op de Vondelbrug tramrails aangelegd, waarna lijn 3 de rechtstreekse route vanaf de Eerste Constantijn Huygensstraat kon gaan rijden en de omweg via het Leidseboschje verviel. Ook lijn 2 ging toen (in plaats van door de P.C. Hooftstraat en de Hobbemastraat) door deze straat rijden en vanaf 1982 ook lijn 5. De lijnen 2 en 5 verdwenen hier weer toen de nieuwe trambaan door de Hobbemastraat en Paulus Potterstraat in 1992 in gebruik kwam. Lijn 5 bleef wel op het gedeelte tussen de Paulus Potterstraat en Roelof Hartplein rijden.
Vanaf 1977 verscheen ook lijn 12 in de Van Baerlestraat. Van 2003 tot 2016 reed lijn 24 ook door de Van Baerlestraat, tussen Museumplein en Roelof Hartplein, dit omdat de route via de Ferdinand Bolstraat gedeeltelijk versperd was door bouwwerkzaamheden aan de Noord/Zuidlijn.
Lijn 3 is inmiddels al ruim een eeuw een vaste verschijning in de Van Baerlestraat.

## Afbeeldingen

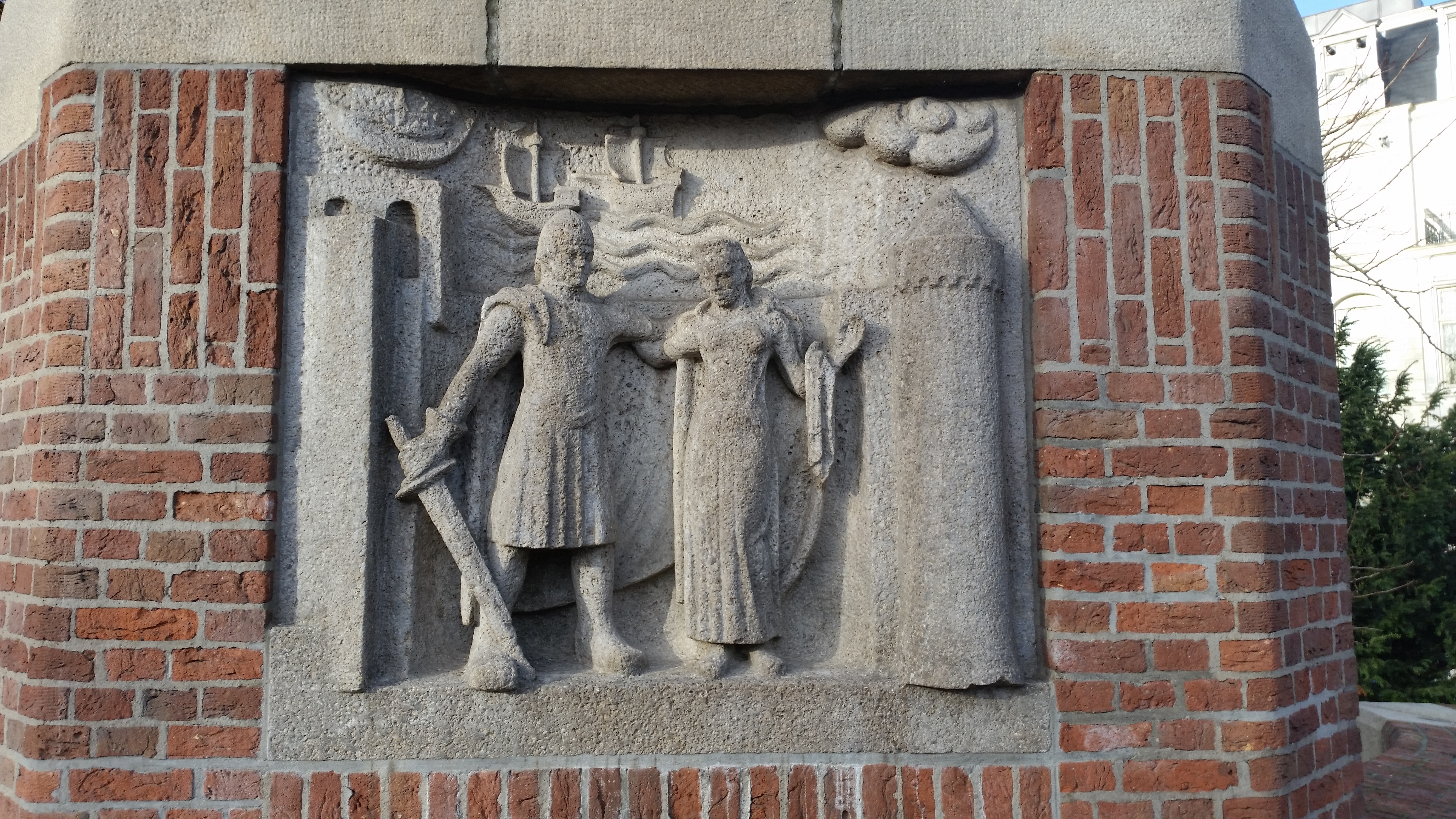
Gijsbrecht van Aemstel van Hildo Krop (januari (2019)
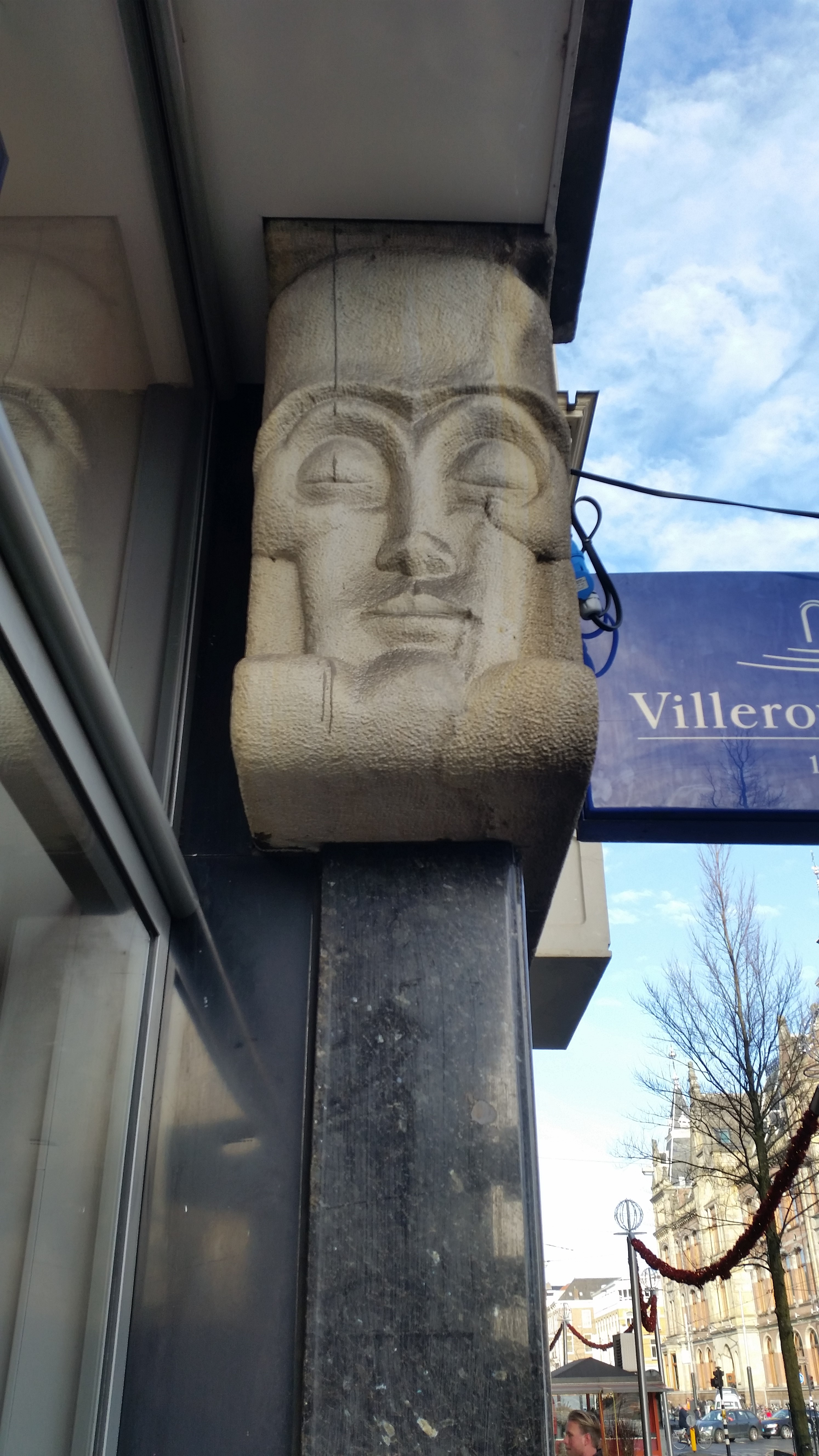
Maskerkop van Hendrik Chabot (januari 2019)
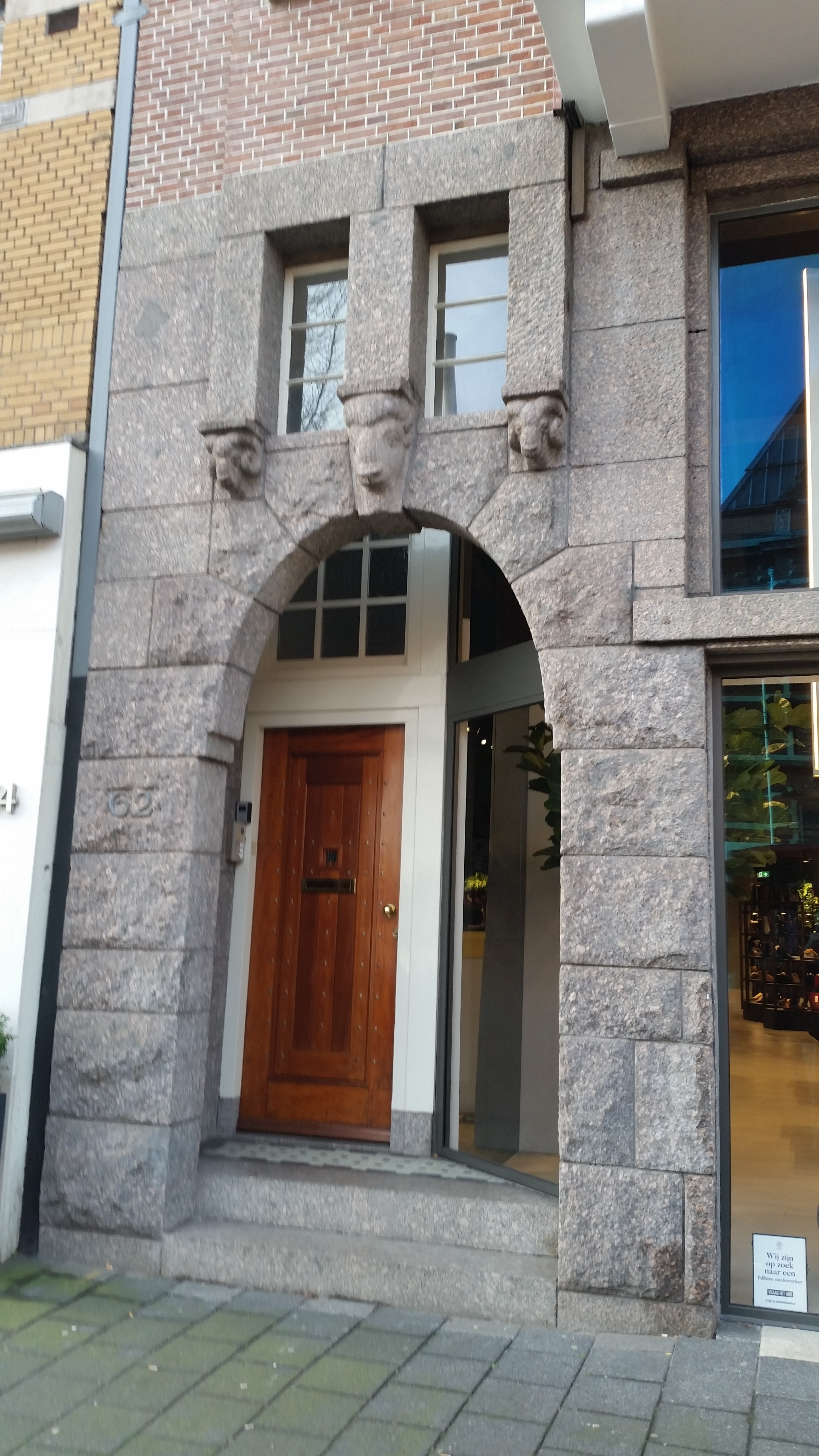
Koppen bij toegang huisnummer 62 (januari 2019)
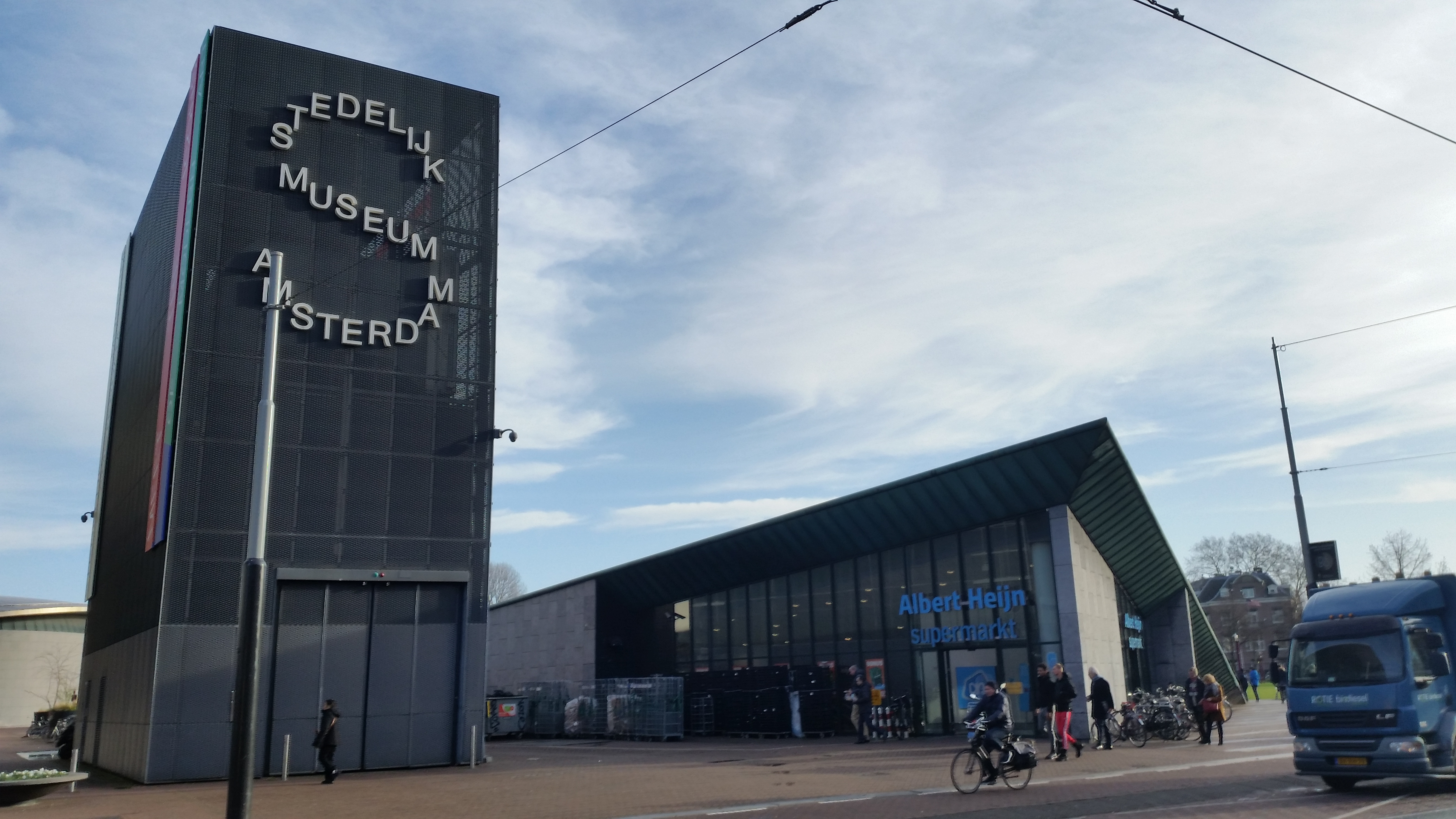
Ezelsoor en toren Stedelijk Museum (januari 2019)